# Marilyn Osborn
Marilyn Osborn es una productora y escritora de televisión estadounidense. Ha escrito y producido para la serie Space: Above and Beyond, The X-Files, Touched by an Angel y L.A. Doctors. También se desempeñó como productora consultora en la serie Promised Land. 
Desde que se unió con el también escritor Jeff Eckerle en Law & Order: Special Victims Unit, han trabajado en equipo en los proyectos posteriores Unnatural History, Tower Prep y Those Who Kill protagonizados por Chloe Sevigny y James D'Arcy para A&E Network.